# بازگنجشک چینی
بازگنجشک چینی (نام علمی: Tachyspiza soloensis) پرنده‌ای شکاری از تیرهٔ بازان (Accipitridae) است. این گونه در گذشته در سردهٔ بازها (Accipiter) قرار می‌گرفت.
در جنوب شرقی چین، تایوان، کره و سیبری زادآوری می‌کند. زمستان در اندونزی و فیلیپین و از دیگر بخش‌های جنوب شرقی آسیا می‌گذرد. عمدتاً در جنگل‌ها زندگی می‌کند اما گاهی در لبه‌ها زندگی می‌کند. گاهی در گروه‌های کوچک مهاجرت می‌کند.